# Municipio de Valley (condado de Montour)
El municipio de Valley  (en inglés: Valley Township) es un municipio ubicado en el condado de Montour en el estado estadounidense de Pensilvania. En el año 2000 tenía una población de 2.093 habitantes y una densidad poblacional de 49.8 personas por km².

## Geografía
El municipio de Valley se encuentra ubicado en las coordenadas 41°01′00″N 76°37′59″O / 41.01667, -76.63306.

## Demografía
Según la Oficina del Censo en 2000 los ingresos medios por hogar en la localidad eran de $50,559 y los ingresos medios por familia eran $56,016. Los hombres tenían unos ingresos medios de $36,167 frente a los $26,518 para las mujeres. La renta per cápita para la localidad era de $21,458. Alrededor del 4,5% de la población estaban por debajo del umbral de pobreza.